# ديفيد روبينغر
ديفيد روبينغر (بالعبرية: דוד רובינגר) من مواليد 29 يونيو 1924 وتوفي في 2 مارس 2017 هو مصور فوتوغرافي ومصور صحفي إسرائيلي، اشتهر بصورة المظليون الإسرائيليون عند حائط البراق، ولقبه شمعون بيريز بـ «مصور الأمة».

## إنظر أيضا
• حرب 1967
 • المظليون الإسرائيليون عند حائط البراق